# 安德里伊夫卡河 (日萬奇克河支流)
安德里伊夫卡河（烏克蘭語：Андріївка），是烏克蘭的河流，位於該國西部赫梅利尼茨基州，屬於日萬奇克河的右支流，發源自維克托里夫卡東北面，河道全長15公里，流域面積47.6平方公里。